# Mk VIII Cromwell
A27M Cruiser Tank VIII Cromwell – brytyjski czołg pościgowy nazwany na cześć Olivera Cromwella, był to jeden z bardziej udanych brytyjskich czołgów pościgowych, pierwsza konstrukcja tego typu dorównująca ówczesnym czołgom średnim. Był to pierwszy brytyjski czołg z działem „uniwersalnym” (z armatą przeciwpancerną przystosowaną także do strzelania amunicją burzącą i odłamkową), miał dużą mobilność i dobre opancerzenie. W końcowym okresie II wojny światowej w niektórych jednostkach brytyjskich zastąpił amerykańskie czołgi M4 Sherman. Na jego konstrukcji bazował Comet, uważany za pierwszy nowoczesny czołg podstawowy.

## Historia
Cromwell został zaprojektowany na zamówienie armii brytyjskiej jako następca czołgu Crusader. Specyfikacje techniczne nowego czołgu zostały ustalone pod koniec 1940, a pierwsze projekty nowych maszyn pojawiły się już na początku 1941.
Pierwszym z nich był Cavalier, zaprojektowany w bardzo krótkim czasie czołg z licznymi wadami i silnikiem Liberty o niewystarczającej mocy. Nowy silnik Meteor bazował na rozwiązaniach silnika lotniczego Rolls-Royce Merlin, który używany był między innymi do napędu myśliwców Supermarine Spitfire. Ze względu na priorytetową produkcję silników lotniczych w zakładach Rolls Royce’a wykonanie Meteora powierzono wytwórni Rover Car Company. Tymczasowo powstał nowy model czołgu nazwany A27 Mk VIII z nowym silnikiem o mocy 600 KM (447 kW – dwukrotnie większej niż moc silnika Liberty).
Ponieważ fabryka Rover potrzebowała kilku miesięcy na przygotowanie nowej linii produkcyjnej, pierwsze modele A27 zostały wyposażone w przestarzałe silniki Liberty. Czołgi te otrzymały oznaczenie A27L Centaur. Pierwsze Meteory zeszły z linii produkcyjnej dopiero w styczniu 1943 i można było rozpocząć produkcję A27M Cromwell.
Zanim nowy czołg wszedł do służby, dokonano w nim kilku dodatkowych zmian, przede wszystkim wymienione główne uzbrojenie – zamiast armaty 6-funtowej użyto działa Ordnance QF 75 mm, nowszej wersji „sześciofuntówki” przystosowanej do strzelania tą samą amunicją co amerykańska armata czołgowa 75 mm.

## Służba
Chrzest bojowy Cromwelli odbył się dopiero w czerwcu 1944, w czasie operacji Overlord. Nie zdobyły one specjalnej popularności wśród załóg. Były chwalone za szybkość i niską sylwetkę (niższą od Shermana). Krytycznie odnoszono się do jego opancerzenia. Grubość pancerza czołowego tych dwóch czołgów była porównywalna, ale płyta pancerna „Shermana” była bardziej pochylona i lepiej wyprofilowana. Krytykowano także główne uzbrojenie Cromwella. W praktyce okazało się, że jego działo 75 mm nie było tak skuteczne jak wcześniejsza armata 6-funtowa czy amerykańskie działo czołgowe 75 mm używane w Shermanach.
Czołgi typu Cromwell, znajdowały się także na uzbrojeniu Polskich Sił Zbrojnych na Zachodzie. Znalazły się tam na wyposażeniu 10 Pułku Strzelców Konnych, walczącego w składzie 1 Dywizji Pancernej 1 Korpusu.

## Wersje

### Centaur I
Pierwsza wersja produkcyjna uzbrojona w armatę 6-funtową, używana tylko do szkolenia załóg.

### Centaur II
Odmiana eksperymentalna Mk I z szerszymi gąsienicami i bez karabinu maszynowego w kadłubie.

### Centaur III
Wersja z armatą 75 mm, w 1943 większość Mk I została zmodyfikowana do wersji Mk III

### Centaur IV
Wersja z haubicą 95 mm, jedyna odmiana Centaura użyta bojowo.

### Centaur AA I
Czołg przeciwlotniczy uzbrojony w podwójne działo Oerlikon 20 mm. Początkowo użyte w czasie walk w Normandii, ale wycofane ze służby po uzyskaniu przez aliantów przewagi w powietrzu.

### Centaur AA II
Odmiana AA I, ale uzbrojona w podwójne działka Polsten.

### Cromwell I
Łączna produkcja – 600. Dokładnie taki sam jak Centaur I, ale z silnikiem Meteor.

### Cromwell II
Wersja eksperymentalna Cromwell I z szerszymi gąsienicami i bez karabinu maszynowego w kadłubie. Nie weszła do produkcji.

### Cromwell III
Łączna produkcja ok. 200, modyfikacja Centaur I z silnikiem Meteor.

### Cromwell IV
Łączna produkcja – 1935+, modyfikacja Centaur III z silnikiem Meteor. Czołgi te były używane przez 1 Dywizję Pancerną.

### Cromwell V
Pierwsza wersja Cromwella budowana oryginalnie z armatą 75 mm, kadłub spawany.

### Cromwell VI
Cromwell z haubicą 95 mm.

### Cromwell VII
Łączna produkcja – ok. 1500. Modyfikacja Cromwell IV i V z dodatkowym opancerzeniem, szerszymi gąsienicami i dodatkową skrzynią biegów.

### Cromwell VIII
Modyfikacja Cromwell VI do takiego samego standardu jak Cromwell VII.